# Herbert H. Lehman
Herbert Henry Lehman (28 de marzo de 1878 - † 5 de diciembre de 1963) fue un político del Partido Demócrata de Nueva York. Fue gobernador de Nueva York desde 1933 hasta 1942, y representó a Nueva York en el Senado de Estados Unidos desde 1950 hasta 1957.

## Lehman Brothers
Lehman, nació en Nueva York en 1878, era hijo de inmigrantes judíos alemanes. Mayer Lehman, su padre, fue uno de los tres fundadores de la firma bancaria de inversiones Lehman Brothers. Se graduó en el Williams College (Clase de 1899), se convirtió en socio de Lehman Brothers en 1908.

## Carrera militar y familia
Lehman se casó con Edith Louise Altschul en 1910. Herbert Lehman se convirtió en coronel del Ejército de EE.UU durante la Primera Guerra Mundial.
La pareja tuvo tres hijos, Hilda, Pedro y Juan. Los tres sirvieron en el Ejército de Estados Unidos durante la Segunda Guerra Mundial, Pedro fue asesinado mientras estaba en servicio activo.